# Arthisma rectilinea
Arthisma rectilinea là một loài bướm đêm trong họ Noctuidae.